# Young Guns II
Young Guns II er amerikansk westernfilm fra 1990, og fortsættelsen til Young Guns fra 1988. I filmen medvirker Emilio Estevez, Kiefer Sutherland, Lou Diamond Phillips, Christian Slater, og har William Petersen i rollen som Pat Garrett. Den blev instrueret af Geoff Murphy og skrevet af John Fusco, der også havde skrevet manuskript til den første film. Filmen er fiktivt baseret på den berygtede lovløse Billy the Kid eventyr sammen med sin bande" "The Regulators", der bestod af 6 dygtige kriminelle. Filmen foregår efter Lincoln County Krigen, der fandt sted i New Mexico fra 1877 – 1878.

## Handling
Billy og hans bande er eftersøgt af lovens lange arm. Da 'Doc' Scurlock og Chavez bliver fanget må Billy forsøge at redde dem. Det lykkedes dem og de sætter kursen sydover mod Mexico. John S. Chisum betaler en af Billys tidligere partnere, Pat Garrett 1000 dollar for at dræbe William H. Bonney ('Billy The Kid').

## Medvirkende
- Emilio Estevez – William H. 'Billy the Kid' Bonney
- Kiefer Sutherland – Josiah Gordon 'Doc' Scurlock
- Lou Diamond Phillips – 'Jose' Chavez y Chavez
- Christian Slater – Arkansas Dave Rudabaugh
- William L. Petersen – Patrick Floyd 'Pat' Garrett (som William Petersen)
- Alan Ruck – Hendry William French
- R.D. Call – D.A. Rynerson
- James Coburn – John Chisum
- Balthazar Getty – Tom O'Folliard
- Jack Kehoe – Ashmun Upson
- Robert Knepper – Deputy Carlyle
- Tom Kurlander – J.W. Bell
- Viggo Mortensen – John W. Poe
- Leon Rippy – Bob Ollinger
- Tracey Walter – Beever Smith
- Jon Bon Jovi – fange, der bliver skudt

## Om filmen
Soundtracket blev komponeret af Jon Bon Jovi og Alan Silvestri. Jon Bon Jovis "Blaze of Glory" blev nomineret til en Oscar for bedste sang. Sangen blev også vinder af en Golden Globe og var endda nomineret til en Grammy.